# Melgar (tỉnh)
Tỉnh Melgar (tiếng Tây Ban Nha: Provincia de Melgar) là một tỉnh thuộc vùng Puno của Peru. Tỉnh Melgar có diện tích 6447 km², dân số thời điểm theo điều tra dân số ngày 11 tháng 7 năm 1993 là 72005 người. Tỉnh lỵ đóng ở Ayaviri.